# 祐徳薬品工業
祐徳薬品工業株式会社（ゆうとくやくひんこうぎょう、Yutoku Pharmaceutical lnd.Co.,Ltd.）は、佐賀県鹿島市に本社を置く日本の医薬品メーカーである。

## 沿革
- 1952年 - 会社設立（資本金2百万円）
- 1954年 - 東京営業所開設『ユートクグリンパス』発売。
- 1957年 - 『ユートクバン』発売。
- 1961年 - 『カットバン』発売。
- 1964年 - 大阪営業所開設。
- 1971年 - 『カットバンA』発売。
- 1974年 - 九州営業所開設。北海道連絡所開設。
- 1977年 - 大阪営業所新築移転（吹田市南吹田）。
- 1978年 - 『セクール』発売。
- 1979年 - 札幌出張所開設。『パスタイム』発売。
- 1980年 - 名古屋出張所開設。
- 1981年 - 仙台出張所開設。
- 1982年 - 『ブラッドバン』発売。
- 1983年 - 『新カットバン.A』発売。
- 1984年 - 『パスタイムH』発売。『スポールバン』発売。
- 1987年 - 鹿島工場新設・操業開始。東京営業所新築移転（大田区東糀谷）。『セクールH』発売。
- 1988年 - 倉敷出張所開設。
- 1991年 - 『インテナース』発売。
- 1992年 - 支店制発足。『モービリン』発売。
- 1994年 - 『パスタイムA』発売。
- 1995年 - 『モーラステープ「ユートク」』発売。
- 1996年 - 『ユートク新グリンパス』発売。『GSプラスターC「ユートク」』発売。『GSプラスターH70「ユートク」』発売。『ベリーズ坐剤』発売。
- 1997年 - 名古屋支店新築移転（名古屋市天白区）。『パスタイムオーシップ』発売。『カユピタックローション20』発売。
- 1998年 - 『ファルケン20・40』発売。『カットバンソフト』発売。『防水カットバン』発売。
- 1999年 - 『パスタイムソフト』発売。『快生膏』発売。『パスタイムフィットA』発売。
- 2000年 - 『パスタイムフィットH』発売。
- 2002年 - 『モーラステープL「ユートク」』発売。
- 2003年 - 『パスタイムFX』発売。
- 2005年 - 倉敷支店移転・中四国支店開設（広島市中区）。
- 2006年 - 『ツロブテロールテープ』発売。
- 2007年 - 『パスタイムFX-L』発売。『アスタキバランス-i』発売。『ジクロフェナクナトリウムテープ15・30mg「ユートク」』発売。『ジクロフェナクナトリウムクリーム1％「ユートク」』発売。『パスタイムFXシップ』発売。『パスタイムFX温感』発売。
- 2008年 - 鹿島工場・鹿島物流センター増築。『メロキシカム錠』発売。『ステイバンパップ』発売。『パスタイムFX-L温感』発売。
- 2014年 -『パスタイムZX,ZX-L』発売。『パスタイムZXクリーム』発売。『パスタイムZXローション』発売。
- 2015年 -『ユーパッチテープ18mg』発売。『防水カットバンD』発売。
- 2016年 -『カットバンリペアパッド』発売。『モーラスパップXR120mg』発売。
- 2017年 -『パスタイムFXこはる』発売。
- 2018年 -『ブラッドバンプレスパッドPlus』発売。
- 2019年 - 名古屋支店移転（名古屋市東区）。『カットバン優』発売。
- 2020年 - 東北支店閉鎖（仙台市）。『リバスチグミンテープ4.5mg・9mg・13.5mg・18mg「YP」』発売。
- 2021年 - 北海道支店移転（札幌市西区）。『パスタイムLX,LX-L』発売。『ブラッドバンプレスパッドフィット』発売。『フルルビプロフェンテープ20mg・40mg「QQ」』発売。『カットバン,カットバン伸縮布』発売。

## 事業所
本社・本社工場
- 〒849-1393 佐賀県鹿島市大字納富分2596番地1

鹿島工場
- 〒849-1312 佐賀県鹿島市大字納富分1番地1

営業本部・福岡支店
- 〒812-0039 福岡県福岡市博多区冷泉町5番32号 オーシャン博多ビル

大阪支店
- 〒564-0051 大阪府吹田市豊津町10番34号 井門江坂駅前ビル

名古屋支店
- 〒461-0004 愛知県名古屋市東区葵1丁目26番14号 シノダビル

東京第1支店・東京第2支店
- 〒144-0033 東京都大田区東糀谷1丁目1-21

北海道支店
- 〒063-0812 北海道札幌市西区琴似二条4丁目1番24号 ヤマチビル

## 商品
救急絆創膏
- カットバン【第3類医薬品】
- カットバン リペアパッド
- カットバン優
- 防水カットバンD
- カットバン ジャンボサイズ

鎮痛・消炎剤
- パスタイムLXプレミアム【第2類医薬品】
- パスタイムLX【第2類医薬品】
- パスタイムZX【第2類医薬品】
- パスタイムFX-7【第2類医薬品】
- パスタイムFXこはる【第2類医薬品】
- パスタイムプラス【第3類医薬品】
- パスタイム温感プラス【第3類医薬品】

うおの目・たこ・いぼ用薬
- 新カットコーン【第2類医薬品】

粘着テープ
- ユートクカミバン
- ユートクサープ
- ユートクテープポア

薬用入浴剤
- 浴用アビアントK【医薬部外品】

栄養機能食品
- アスタキバランス-i

### 過去に存在した商品
救急絆創膏
- カットバンハード
- 防水カットバン

鎮痛・消炎剤
- パスタイム
- パスタイムソフト【第3類医薬品】
- パスタイムフィットH【第3類医薬品】
- パスタイムオーシップ【第3類医薬品】
- パスタイムFX【第2類医薬品】
- パスタイムFX-L【第2類医薬品】
- パスタイムFX温感【第2類医薬品】
- パスタイムFX-L温感【第2類医薬品】
- パスタイムFXシップ【第2類医薬品】
- 快生膏【第3類医薬品】
- パスタイムA【第3類医薬品】
- パスタイムH【第3類医薬品】
- パスタイムフィットA【第3類医薬品】
- ユートク新グリンパス【第3類医薬品】

粘着テープ
- ユートクバン

外傷救急薬
- カットバン液

ドリンク剤
- パスタイムOA

乾皮症治療薬
- カユピタック ローション20【第2類医薬品】
- カユピタック クリーム20【第2類医薬品】

鍼用器具
- スポールバン

## CM・イメージキャラクター
- 三遊亭円楽 (6代目)（日本の落語家。五代目三遊亭圓楽の弟子。「三遊亭楽太郎」時代にCM出演、「きもちんよか〜」のフレーズが流行語になる）
- ブーマー・ウェルズ（阪急ブレーブス）
- 小森和子（パスタイムHのCMに三遊亭楽太郎と共演）
- 中村玉緒（日本の女優）
- 松坂慶子（日本の女優）
- 原田龍二（日本の俳優）[2][3]